# Ina Scots Ära
Ina Scots Ära är ett travlopp för fyraåriga varmblod som körs på Mantorptravet utanför Mjölby i Östergötlands län. Det går av stapeln första lördagen i juni varje år i samband med att Mantorp anordnar V75. Det är ett hyllningslopp till travhästen Ina Scot, som bland annat vann Prix d'Amérique 1995.
Loppet körs över distansen 2140 meter med autostart. Sedan 2020 års upplaga är förstapris 250 000 kronor, vilket gör loppet till ett av de större svenska loppen för fyraåringar.

## Historia
Ina Scots Ära har körts varje år sedan 1993. Första upplagan gick av stapeln den 15 februari 1993 då Uvereds Öfsadröp och Olle Goop stod som segrare. Sedan 2008 körs loppet första lördagen i juni.
Flera stjärnhästar såsom Wellino Boko, Going Kronos, Conny Nobell och Opal Viking har vunnit loppet. Readly Express deltog 2016 och kom tvåa, slagen av Southwind Mozart som vann på tangerad rekordtid.

## Vinnare
| År   | Häst             | Kusk               | Tränare           | Tid    | Odds  | Tvåa             | Trea              |
| ---- | ---------------- | ------------------ | ----------------- | ------ | ----- | ---------------- | ----------------- |
| 2025 | La Yuca          | Örjan Kihlström    | Daniel Redén      | 1.12,4 | 3.01  | S.G.Empress      | Great Pride       |
| 2024 | I.D.Got a Colt   | Robert Bergh       | Robert Bergh      | 1.12,3 | 56.66 | Kuiper           | Bicc's Tobee      |
| 2023 | Periculum        | Örjan Kihlström    | Daniel Redén      | 1.11,7 | 3.77  | Finn Palema      | Barack Face       |
| 2022 | Edibear          | Stefan Persson     | Linda Persson     | 1.12,9 | 8.42  | Narzario         | Mellby Joker      |
| 2021 | Önas Prince      | Per Nordström      | Per Nordström     | 1.11,1 | 3.23  | King Schermer    | Mister Hercules   |
| 2020 | Ecurie D.        | Björn Goop         | Frode Hamre       | 1.12,2 | 2.00  | Armour As        | Rally Hans        |
| 2019 | Thrust Control   | Björn Goop         | Stefan Melander   | 1.12,9 | 1.80  | Brothers n.Arms  | Elcamino Dimanche |
| 2018 | Zack's Zoomer    | Örjan Kihlström    | Stefan Melander   | 1.12,4 | 4.85  | Calle Crown      | Hazard Boko       |
| 2017 | Muscle Hustle    | Robert Bergh       | Robert Bergh      | 1.12,3 | 29.15 | Policy of Truth  | Baron Gift        |
| 2016 | Southwind Mozart | Jörgen Sjunnesson  | Veijo Heiskanen   | 1.12,1 | 2.98  | Readly Express   | Poet Broline      |
| 2015 | Spartan Kronos   | Conrad Lugauer     | Conrad Lugauer    | 1.12,8 | 1.90  | Explosive de Vie | Origo Tilly       |
| 2014 | Remo Gas         | Erik Adielsson     | Stig H. Johansson | 1.13,0 | 5.12  | Rosso Pomodoro   | Carelin           |
| 2013 | Standout         | Ulf Ohlsson        | Stefan Melander   | 1.12,4 | 2.60  | Porthos Amok     | Mosaique Face     |
| 2012 | Opitergium       | Lutfi Kolgjini     | Lutfi Kolgjini    | 1.13,3 | 1.78  | M.T.Golden Boy   | Ghetto Blaster    |
| 2011 | Deuxieme Picsous | Johnny Takter      | Johan Lejon       | 1.12,1 | 4.50  | Kaffir Face      | For Life          |
| 2010 | I Won't Dance    | Erik Adielsson     | Stig H. Johansson | 1.14,3 | 2.49  | Oracle           | Sundsvik Saigon   |
| 2009 | Knockout Rose    | Erik Adielsson     | Stig H. Johansson | 1.13,9 | 2.20  | Noras Bean       | Spring Erom       |
| 2008 | Wellino Boko     | Erik Adielsson     | Stig H. Johansson | 1.12,9 | 2.67  | Global Journey   | Dust All Over     |
| 2007 | Going Kronos     | Lutfi Kolgjini     | Lutfi Kolgjini    | 1.13,7 | 1.11  | Royal Teemer     | Prima Stella      |
| 2006 | Old Maid Hall    | Jorma Kontio       | Pekka Korpi       | 1.14,4 | 4.14  | Blue Chip Star   | Olimede           |
| 2005 | Conny Nobell     | Björn Goop         | Björn Goop        | 1.13,8 | 1.74  | Needles'n Pins   | Adams Hall        |
| 2004 | Opal Viking      | Micael Stjernström | Nils Enqvist      | 1.13,1 | 1.72  | Deli du Ling     | Gentle Son        |